# Nicholas Lee

Zawodnik Penn State Nittany Lions

Nicholas Boone "Nick" Lee (ur. 12 marca 1998) – amerykański zapaśnik walczący w stylu wolnym. Zajął siódme miejsce na mistrzostwach świata w 2023 roku. 
Złoty medalista mistrzostw panamerykańskich w 2024. Mistrz panamerykański kadetów w 2013 i 2014 roku. 
Zawodnik Mater Dei High School i Pennsylvania State University. Cztery razy All-American w NCAA Division I; pierwszy w 2021 i 2022; piąty w 2018 i 2019 roku.